# Строганов, Павел Сергеевич
Граф Па́вел Серге́евич Стро́ганов (1823—1911) — русский придворный деятель и дипломат, обер-шенк императорского двора, коллекционер и меценат; старший брат Григория Сергеевича Строганова.

## Биография
Родился 1 (13) апреля 1823 года в Санкт-Петербурге — второй сын графа Сергея Григорьевича Строганова и Наталии Павловны Строгановой, дочери графа П. А. Строганова. Их брак соединил обе линии рода Строгановых, старшую и младшую. Был крещён 9 апреля в Исаакиевском соборе, крестник барона А. Строганова и княгини Н. П. Голицыной.
Окончил юридический факультет Московского университета (1845), после чего поступил в Министерство иностранных дел и в 1847 году был послан в Рим третьим секретарем посольства. С 1849 года — титулярный советник, второй секретарь канцелярии Министерства иностранных дел; в 1851 году был награждён португальским орденом Христа; с 1852 года — камер-юнкер; с марта 1852 года — младший секретарь посольства в Вене; в сентябре 1855 года, согласно желанию, переведён опять в Рим; в 1856 году награждён орденом Св. Станислава 2-й степени и медалью темной бронзы в память войны 1853—1856 годов; 1858 — коллежский советник.
С 1847 по 1862 года находясь за границей, граф Строганов увлекся коллекционированием картин, продолжив родовую традицию коллекционирования. Пользовался консультациями К. Э. фон Липгарта. Получив в наследство от деда дом в Петербурге, недалеко от Летнего сада, на Сергиевской улице, 11 (ныне улица Чайковского), он решил его перестроить, для чего в 1857 году пригласил придворного архитектора И. Монигетти. Свой новый дворец Строганов превратил в музей, где разместил своё собрание живописи, — в частности, произведения ранней итальянской живописи, ещё неизвестной в России, а также китайскую коллекцию. Некоторые из новоприобретённых картин — «Плачущая Мадонна» Тициана, «Дева Мария с Младенцем» Сальви, «Портрет францисканского монаха» Рубенса, «Лесная чаща» Хоббемы, «Берег города Скивенинген» ван де Вельде, «Мужской портрет» Хосе де Риберы, «Капризница» Антуана Ватто — Строганов представил в 1861 году на им же организованной выставке произведений из императорских и частных коллекций, прошедшей в залах Академии художеств. Наиболее значительные полотна, в частности произведения Ф. Липпи, Дж. Ф. Майнери он завещал после своей смерти Императорскому Эрмитажу. Описание дома для журнала «Пчела» было составлено писателем Д. В. Григоровичем, который пользовался поддержкой графа и, вероятно, по его протекции получил пост секретаря Общества поощрения художеств.

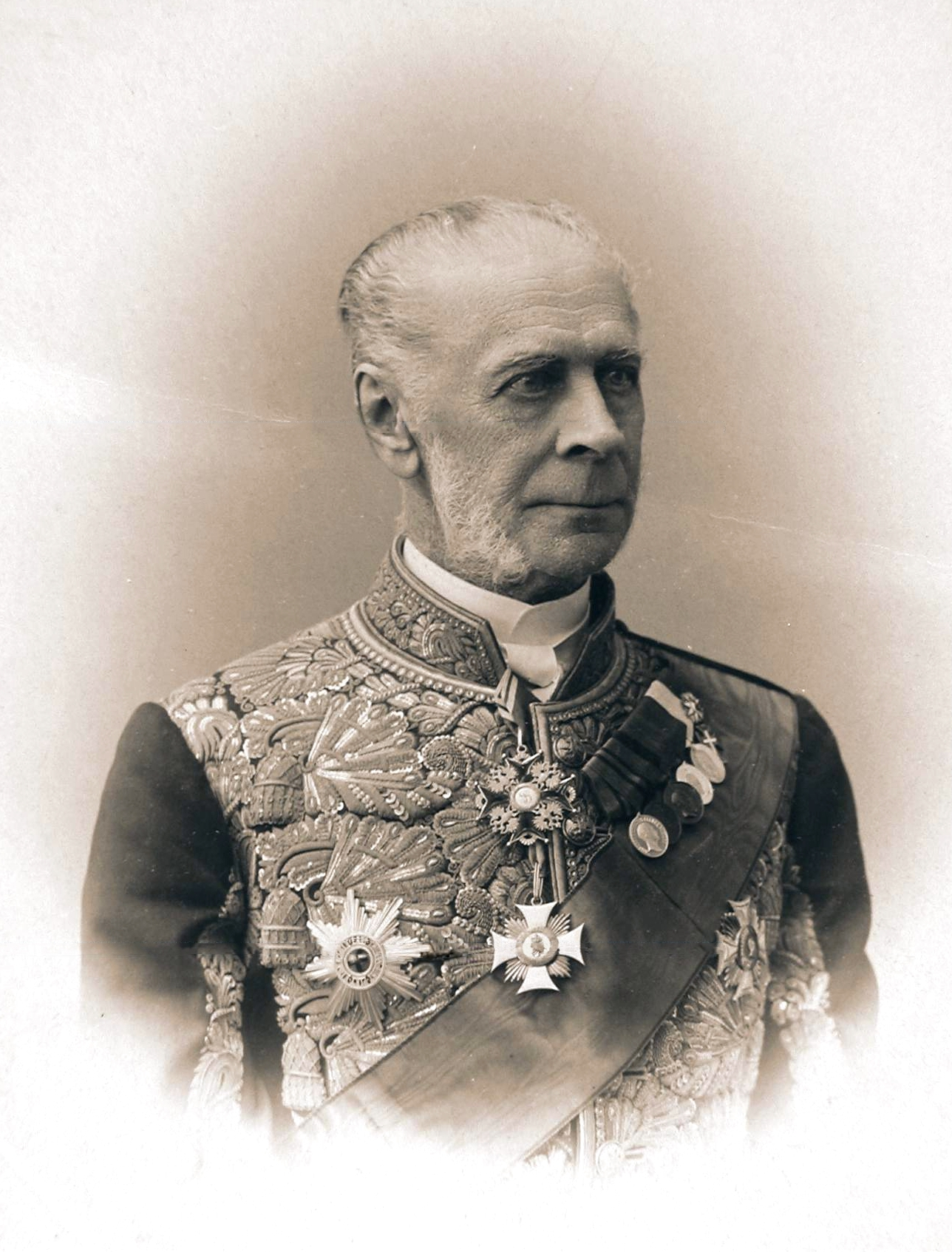
Павел Сергеевич Строганов

Сам граф учредил в Обществе премию своего имени за лучшее изображение национального пейзажа и картины русского быта, а также передал для музея Общества множество произведений искусства из своей коллекции. Покровительствовал также художнику Ф. А. Васильеву, который, наряду с И. И. Шишкиным, был лауреатом его премии.

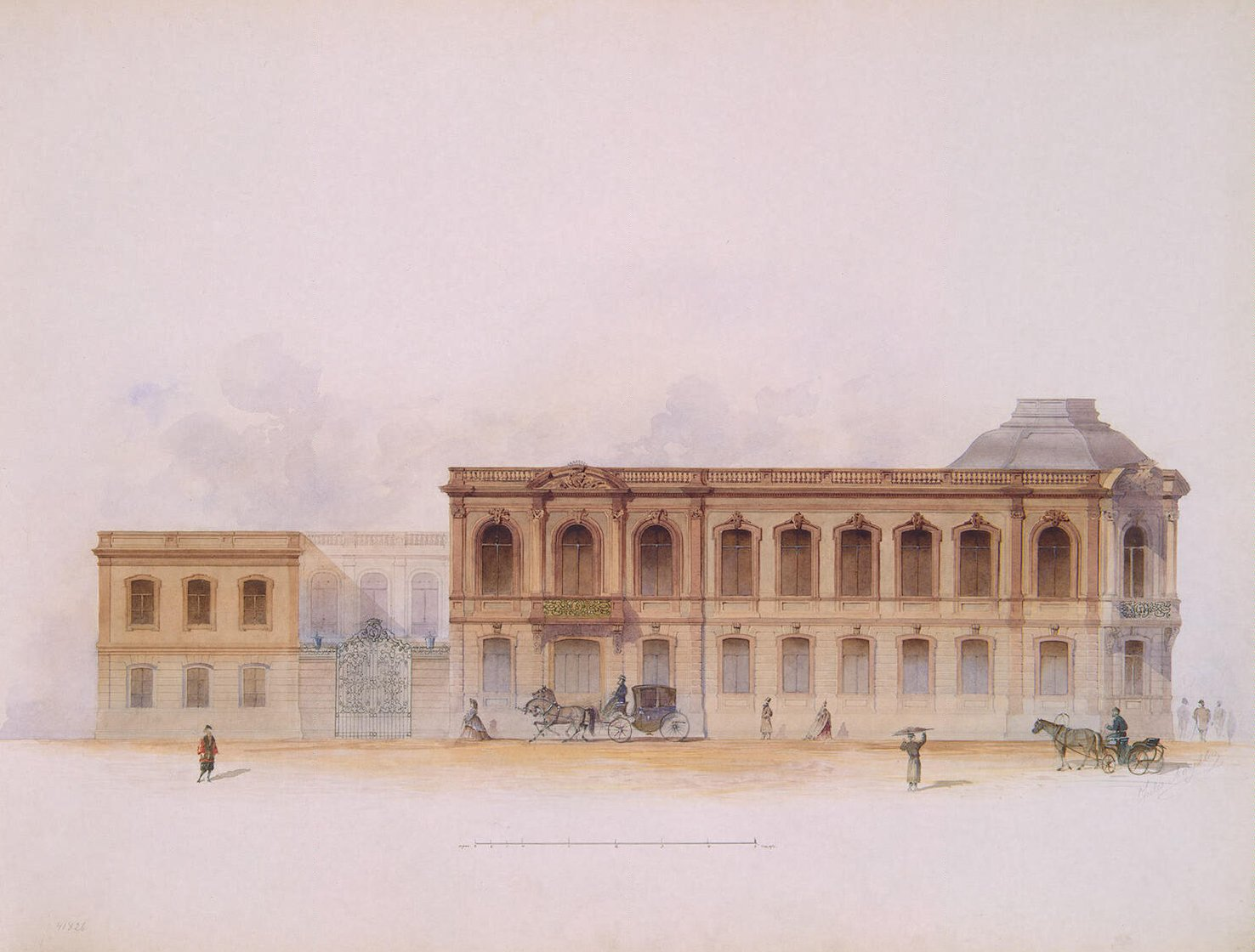
Ж. Майблюм. Дворец графа П. С. Строганова, фасад. 1863
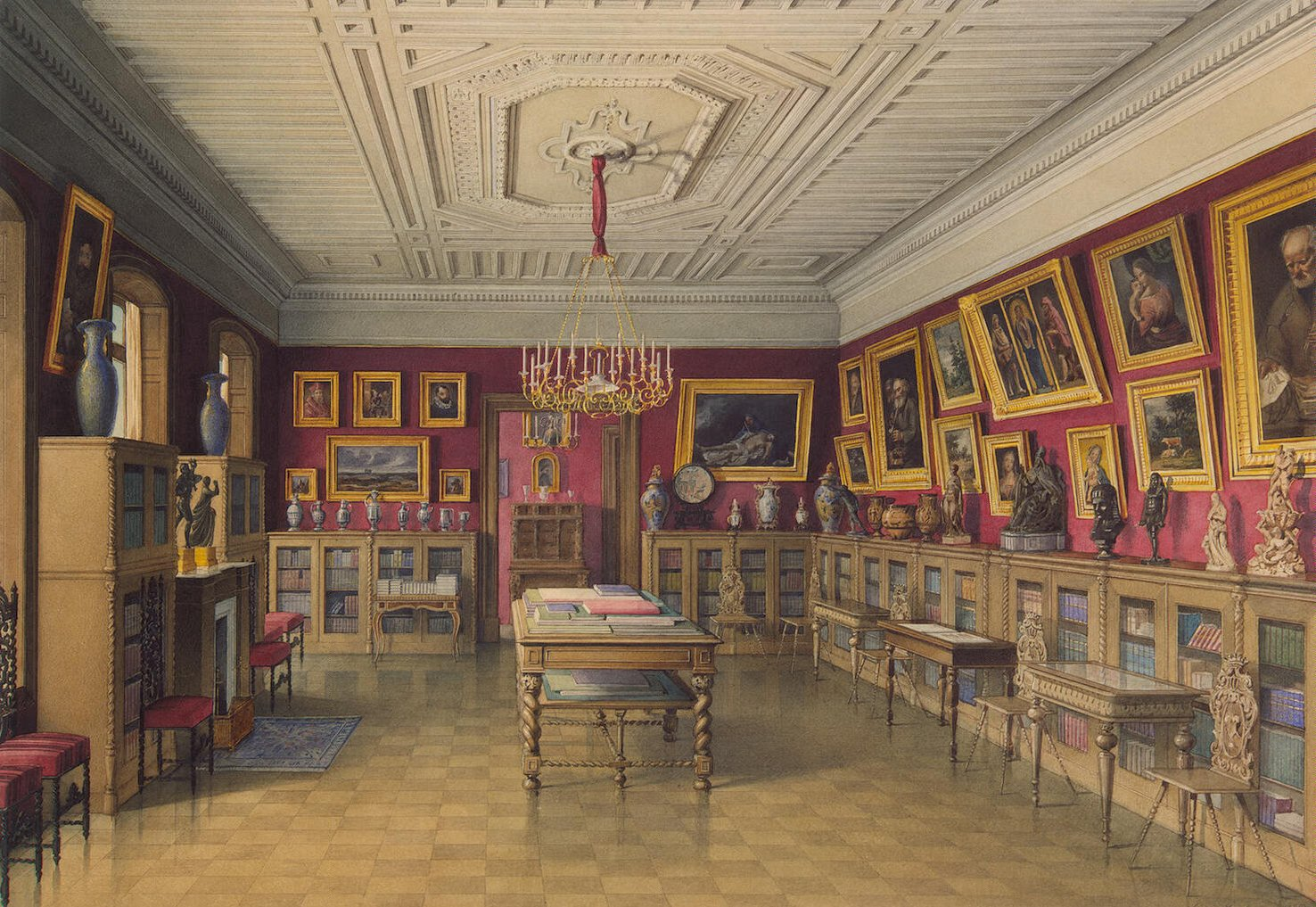
Ж. Майблюм. Дворец графа П. С. Строганова. Библиотека. 1865
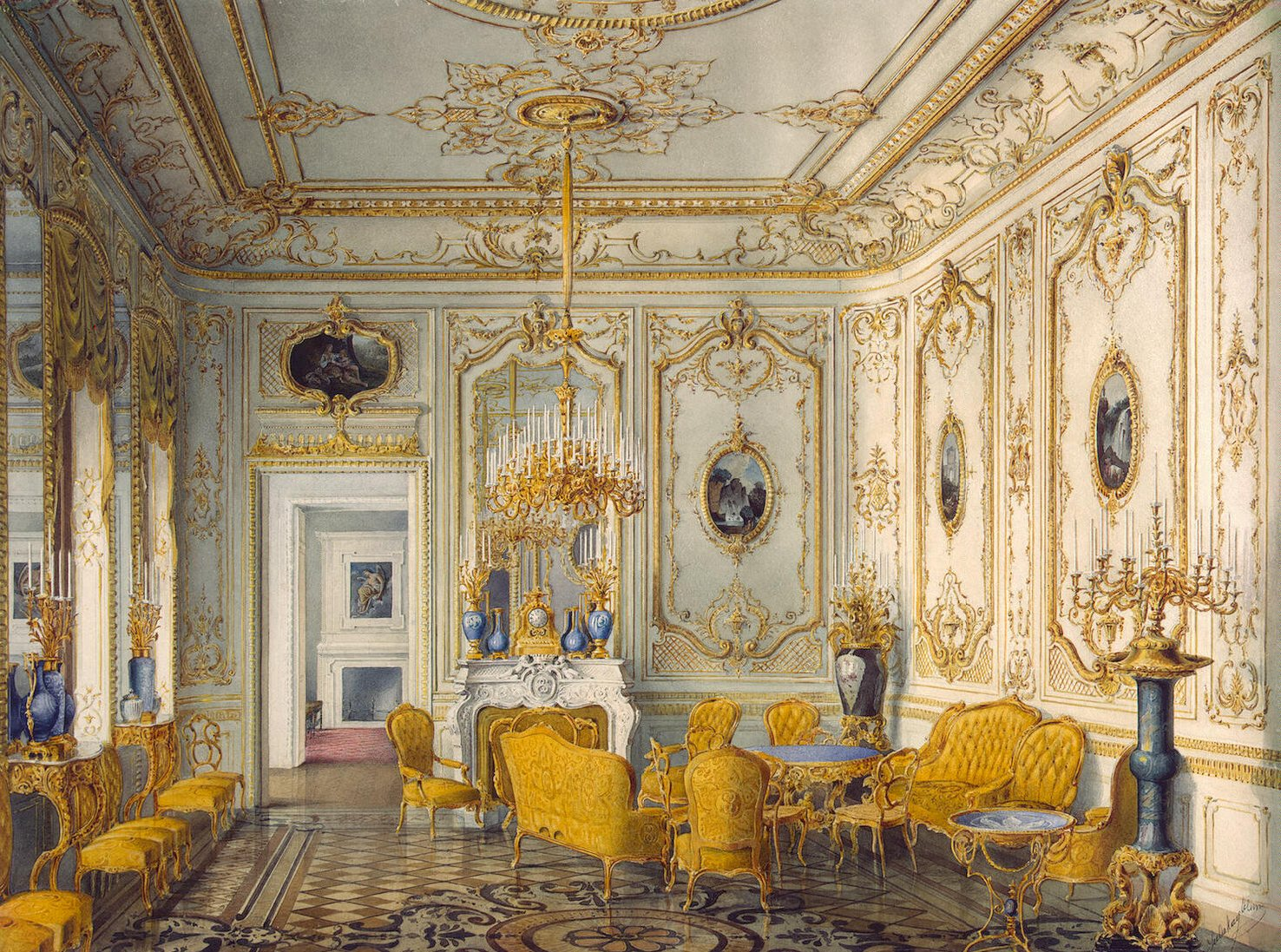
Ж. Майблюм. Дворец графа П.С. Строганова. Желтая гостиная. 1860-е.
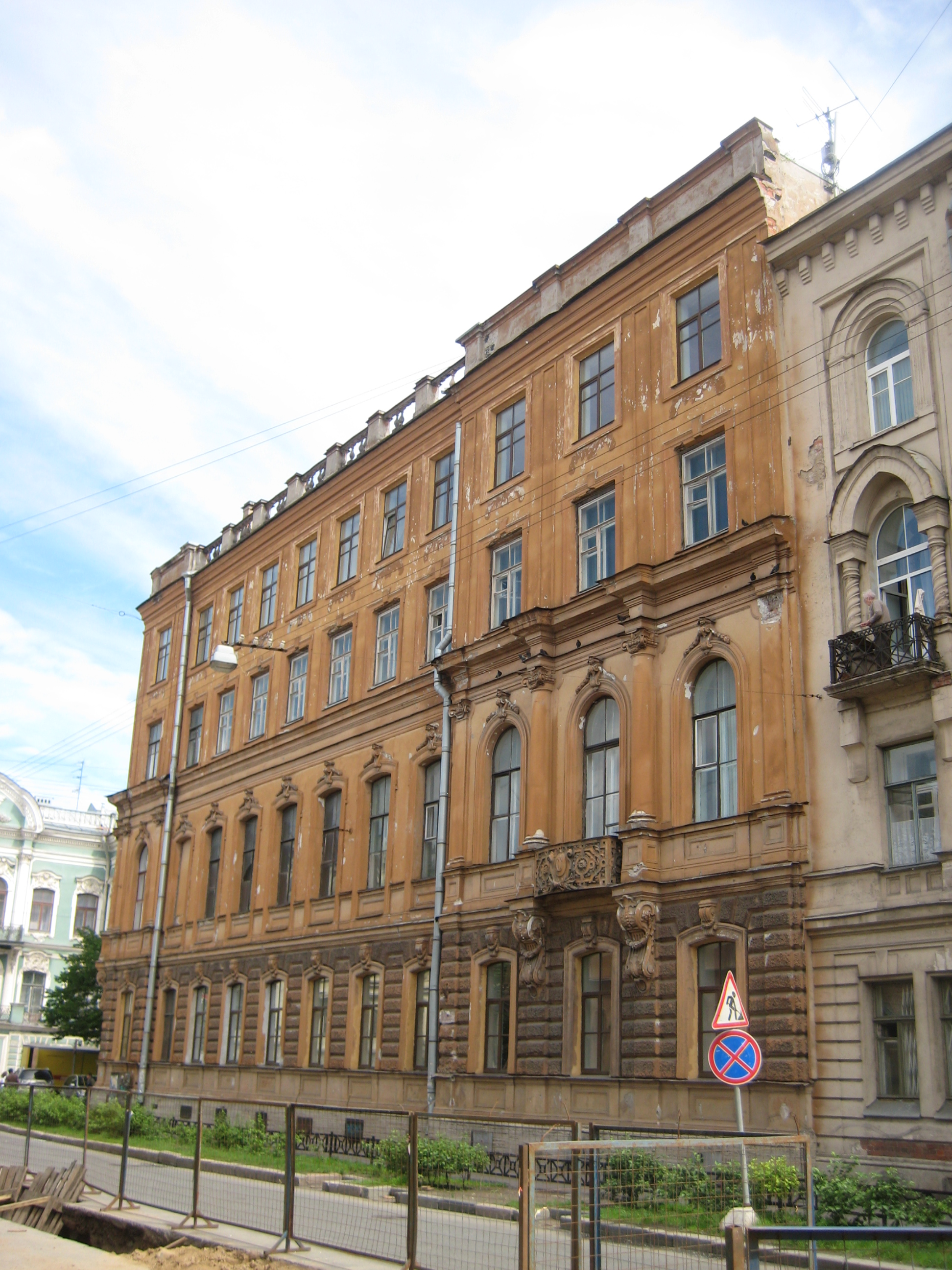
Бывший дворец П. С. Строганова (надстроен). Вид со стороны Моховой ул. 2010.

С 1888 года тайный советник и гофмейстер; в 1894 году Строганов был пожалован в обер-шенки; 1910 — почётный председатель комитета Нового клуба. Владел имением «Кариан-Знаменское» в Тамбовской губернии, куда перевёз около 300 второстепенных произведений живописи, графики и скульптуры.
Умер 17 (30) декабря 1911 года от паралича сердца в своем доме на Сергиевской улице. Похоронен в Троице-Сергиевой лавре под Москвой.

## Семья

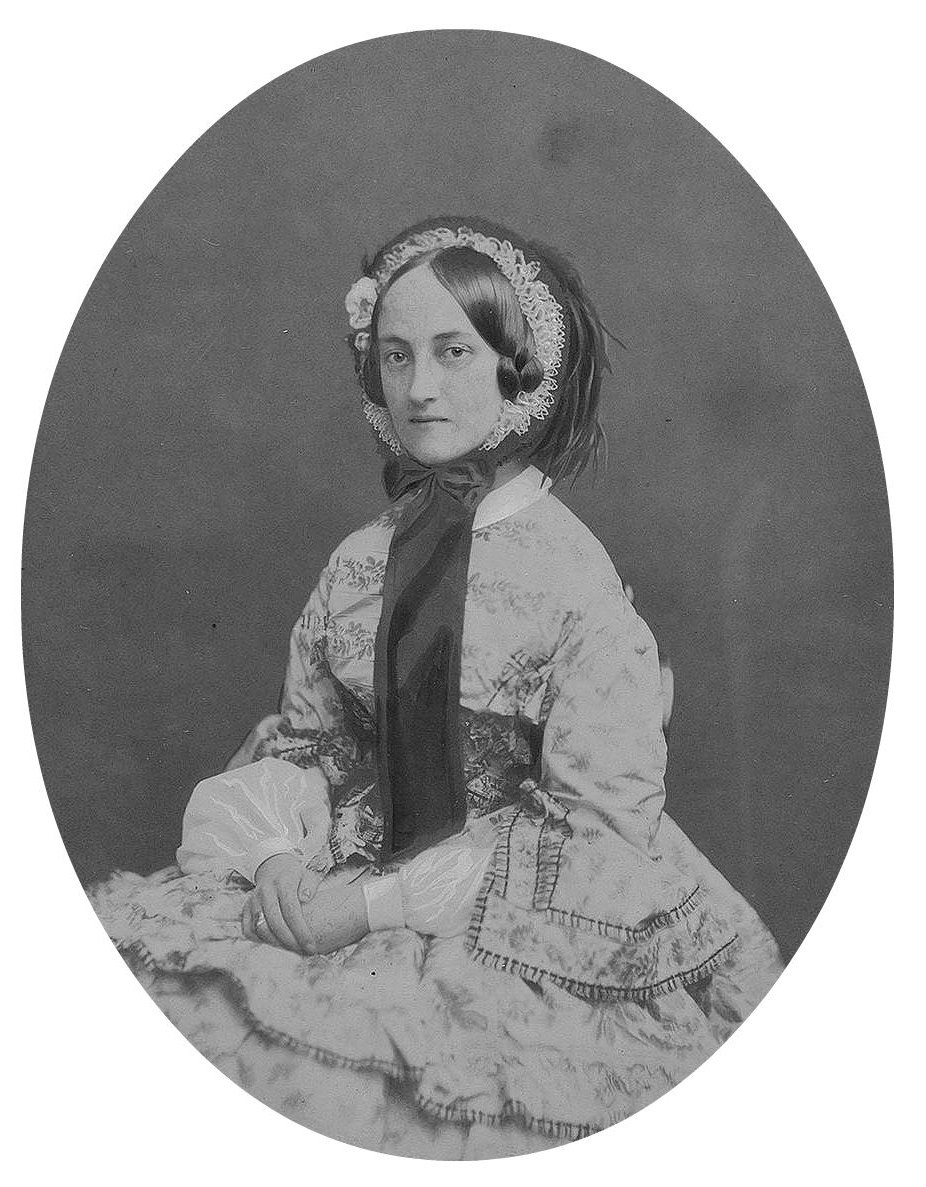
Анна Дмитриевна Строганова

Жена (с 07 января 1851 года) — Анна Дмитриевна Бутурлина (01.04.1825—16.11.1906), фрейлина двора (1843), дочь сенатора Дмитрия Петровича Бутурлина и статс-дамы Елизаветы Михайловны Комбурлей. Венчание было в семейной церкви Спаса Нерукотворного Образа в петербургском доме Комбурлеев на Почтамтской улице. В наследство от родителей она получила, среди прочего, выстроенное Кваренги имение «Хотень» в Харьковской губернии.

Статс-дама, с декабря 1888 года — обер-гофмейстерина двора. По словам Половцова, последнее обстоятельство широко обсуждалось в свете. Одни говорили, что сама императрица Мария Фёдоровна возымела мысль о подобном назначении графини Строгановой, другие утверждали, что этому назначению поспособствовал Победоносцев, бывающий по воскресениям в домашней церкви Строгановых. Графиня была учредительницей и попечительницей приюта Сергиевского Православного братства. За свою деятельность в апреле 1891 года была пожалована в кавалерственные дамы ордена Св. Екатерины (малого креста). По словам С. Д. Шереметева в Петербурге супруги Строгановы жили
на углу Сергиевской и Моховой улиц, в красивом доме среди артистической обстановки. Жили они особняком, в тесном кругу, любили искусство и редко показывались в свет. Хозяин — человек добродушный и добрый, хозяйка держалась сдержанно, не отличаясь общительностью.
В последние годы жизни вследствие заболевания графини Строгановой отняли ноги выше колена. Умерла от кровоизлияния в мозг в имении Знаменское. Похоронена в некрополе Троице-Сергиевой лавры под Москвой. Строгановы детей не имели, что впоследствии стало причиной судебных разбирательств между их потенциальными наследниками.